# Birgit Begtrup
Birgit Begtrup (født 7. oktober 1915 i Ullerød, Tjæreborg, død 21. juni 2004) var en dansk seminarierektor og var politisk aktiv inden for blandt andet Dansk Kvindesamfund og i Danmarks Demokratiske Kvindeforbund.

## Baggrund og familie
Birgit var datter af speciallæge Erik Worm B. (1888-1976) og Lotty Anna Kristina Emerentia Roslund (1889-1925) og havde tre søskende.

### Ægteskab og børn
I 1940 blev Birgit gift med komponist Børge Roger Henrichsen, men ægteskabet blev opløst efter tre år. Hun giftede sig derefter i 1947 med læge Karl Andreas Teilmann med hvem hun fik tre børn: Eva (1947-2012), Nina (1948-2015) og Martin (1950). Hun blev enke som 40-årig i 1956 og formåede at tage sig af sine tre børn ved siden af gerningen som rektor.

## Kvindesagen
I kraft af sin stedmors engagement i kvindebevægelsen blev Begtrup tidligt engageret i kvinders rettigheder og vilkår. Hun var aktiv i Dansk Kvindesamfunds københavnske Ungdomskreds (DKKU), som hun fra 1946 til 1948 var formand for. Her var hun blandt andet med til at sætte fokus på en mere retfærdig arbejdsfordeling i hjemmet, kortere arbejdstid for alle, bedre boliger og småbørnsfamiliers vilkår i Efterkrigstiden generelt. I sine travle karriereår havde Birgit mindre tid til at være politisk og kvindesaglig aktiv, men holdt stadig fast ved Dansk Kvindesamfund, mens hun i 1050'erne var aktiv i Danmarks Demokratiske Kvindeforbund, hvor hun igen var med til at rejse debat om kvinde- og familiespørgsmål ved blandt andet at støtte kravet om fri abort i 1960’erne, der for hende at se var et særligt vigtigt rettighedsspørgsmål for arbejderkvinder. Senere i sin tilværelse, i 1987, bosatte hun sig i et aldersintegreret bofællesskab i Stavtrup ved Århus, fordi hun søgte fællesskabet og altid havde anset det for tåbeligt at alle stod og rørte i hver sin gryde. Denne boligform holdt hun senere foredrag om.

## Karriere
Begtrup blev uddannet cand.polit. i 1942, hvorefter hun blandt andet arbejdede i Mødrehjælpen og Social- og Arbejdsministeriet for senere at blive forstander for Social-pædagogisk Børnehave Seminarium Århus i 20 år frem til sin pensionering. Her styrede hun med vægt på psykologiske teorier og de studerendes frit skabende arbejde, men hendes rektorperiode blev præget af en politisk forskyldt stærk ekspansion og omstrukturering på børnepasningsområdet og i pædagoguddannelserne, og selve uddannelsen blev underkastet en strammere styring, som Birgit forsøgte at balancere med sit eget særpræg på institutionen.